# Ruud ter Heide
Ruud ter Heide (* 15. Oktober 1982 in Enschede) ist ein ehemaliger niederländischer Fußballspieler.
Ter Heide spielte von 2001 bis 2003 beim FC Twente, bei dem er am 8. Februar 2002 sein Debüt in der Eredivisie gab. Er konnte sich jedoch nicht in der ersten Mannschaft etablieren. Mit gerade einmal 40 Minuten Einsatzzeit aus dem Frühjahr 2002 in der höchsten niederländischen Spielklasse wechselte ter Heide 2003 nach Deutschland in die Oberliga Nord zu Eintracht Nordhorn, wo er als Stammspieler 24 Treffer in 30 Spielen erzielte.
Nach einem Jahr ging er zu Werder Bremen, wo er allerdings nur in der Amateurmannschaft zum Einsatz kam. Im August 2005 verpflichtete ihn kurz vor Ende der Transferperiode Erstdivisionär AGOVV Apeldoorn, für den er in der zweiten niederländischen Liga auf Torejagd ging.
Zur Saison 2008/09 wechselte er zum SC Cambuur Leeuwarden. In der Wintertransferperiode 2009/10 wurde er an den Ligakonkurrenten FC Emmen ausgeliehen, der ihn im Sommer übernahm, nachdem er mit zwölf Toren in 16 Spielen zum Klassenerhalt beigetragen hatte. Im Januar 2012 wechselte ter Heide auf Leihbasis für zunächst ein halbes Jahr zum FC Zwolle, ehe er 2012 wieder zum FC Emmen zurückkehrte. Seit 2013 spielt er für den SVZW Wierden in der niederländischen Zaterdag Hoofdklasse C.
Im März 2021 wurde er wegen Totschlags zu einer 14-jährigen Haftstrafe verurteilt. Ter Heide hatte 2017 in einem Restaurant in Reutum einen 22-jährigen Mann erstochen.